# Hesperocyparis lusitanica
{{#ifeq:0|0|{{#if:|{{#if:Cupressuslusitanica|[[]}}|}}}}
Cupressus lusitanica (Кипарис мексиканський) — вид хвойних рослин родини кипарисових.

## Поширення, екологія
Країни поширення: Беліз, Сальвадор, Гватемала, Гондурас, Мексика, Нікарагуа. Формування чисті, щільні поселення або розкидані в змішаних гірських хвойних лісах або соснових лісах, і в сосново-дубових лісах і рідколіссі разом з Abies, Pinus ayacahuite, Pinus hartwegii, Pinus maximinoi, Pinus montezumae, Pinus patula, Pinus pseudostrobus, Pseudotsuga menziesii var. glauca, Juniperus, Quercus, Alnus, Clethra, Persea і Ericaceae та Theaceae напівкущів; в порушених рідколіссях з Arbutus, Baccharis, Buddleia, Leucena. Цей вид зустрічається на різних, як правило, бідних поживними речовинами кам'янистих ґрунтах поверх вапняків або різних вивержених порід; він також поширюється на кам'янистих схилах або скелях в ущелинах. Висотний діапазон цього виду від ≈ 1000 м до майже 4000 м.

## Морфологія
Дерево 25–30 м заввишки. Крона широко пірамідальна, на старих деревах широка з підвісними гілками. Кора товста, червоно-коричнева, з поздовжніми тріщинами. Пагони чотирикутні, підвісні, утворюючи сплющені листові гілки. Листя синьо-зелене, яйцювате, щільно притиснуте як правило, з довгими, загостреними верхівками. Шишки кулясті, ≈ 12 мм в поперечнику, синьо-зелені в молодості, стаючи темно-коричневими при дозріванні, відкриваються пізньої осені, складаються з 6–8 лусок. Насіння ≈ 75 на шишку, коричневе, зі смоляними залозами, ≈ 4 мм завдовжки разом з вузьким крилом.

## Використання
Є цінним деревом деревини, де росте високим і прямим, але не широко використовується в його рідному діапазоні поширення. Посаджене як «сільське дерево» по всій Мексиці і Гватемалі; вид також був введений в багато країн, особливо в Андську Південну Америку й сх. Африку та в обмеженій кількості в Південно-Східній Азії, як плантації лісових дерев.

## Загрози та охорона
Цей вид, безсумнівно, піддається вирубкам лісу і збезлісення в деяких частинах ареалу; тим не менш, він також може бути поширеним на інші місця. Вид присутній в численних охоронних територіях.